# Miloš Vemić
Miloš Vemić (cyr. Милош Вемић, ur. 8 marca 1987 roku w Nowym Sadzie) – serbski siatkarz grający na pozycji przyjmującego; reprezentant Serbii. Od sezonu 2018/2019 występuje w czeskiej Extralidze, w drużynie Volejbalový klub Kladno.

## Sukcesy klubowe
Puchar Serbii i Czarnogóry:
- 2005, 2006

Mistrzostwo Serbii i Czarnogóry:
- 2005, 2006

Puchar Serbii:
- 2007, 2010

Mistrzostwo Serbii:
- 2007, 2018
- 2009, 2016
- 2008

Mistrzostwo Niemiec:
- 2011
- 2012

Puchar Niemiec:
- 2012

Superpuchar Serbii:
- 2015